# Milton Feng
Milton Feng (* 1950 in Taiwan) ist ein US-amerikanischer Elektroingenieur. Er ist Professor an der University of Illinois at Urbana-Champaign (UIUC).
Feng erhielt 1973 seinen Bachelor-Abschluss an der Columbia University und 1976 seinen Master-Abschluss in Elektrotechnik an der UIUC, an der er 1979 bei Gregory Stillman promoviert wurde. Danach war er in der Galliumarsenid-Gruppe des Torrance Research Center von Hughes Aircraft Company und entwickelte dort 1983 MESFETs und MMICs mit niedrigem Verbrauch und Rauschen für Radaranwendungen. 1983 demonstrierte er die ersten GaAs-Verstärker bei 60 GHz.  1984 bis 1986 war er bei Ford Microelectronics in Colorado Springs, wo er integrierte Schaltkreise für RAM-Speicher und Gate-Arrays entwickelte und ab 1991 war er Professor an der UIUC.
Er entwickelte sehr schnelle Transistoren, sogenannte Pseudomorphe HBTs (PHBT) und kam mit einem solchen PHBT aus Indiumphosphid auf über 800 GHz, womit er die Transistorentwicklung in Richtung des Terahertz-Bereichs vorantrieb.
Er ist mit Nick Holonyak Miterfinder (2004) des Transistor-Lasers (TL), ein Bauelement das gleichzeitig sowohl ein elektrisches Transistor-Signal als auch Laserbetrieb hat (Quantum well-based light emitting transistor, QWLET), nachdem sie zuvor einen lichtemittierenden Transistor (LET) demonstriert hatten und daran dann einen Quantentopf (Quantum Well) hängten.
Er veröffentlichte über 200 Arbeiten und hält 18 Patente (2013).
Er ist Fellow der Optical Society of America und der IEEE. 2013 erhielt er den R. W. Wood Prize.